# Invitrogen
Invitrogen Corporation var ett amerikanskt multinationellt tillverkningsföretag inom medicinteknik. Företaget hade verksamheter i Norge, Nya Zeeland, Storbritannien (Skottland) och USA.

## Historik
Företaget grundades 1987 i Encinitas i Kalifornien av Joe Fernandez, William McConnell och Lyle Turner i syfte att tillverka utrustning för att isolera och klona DNA. År 1999 blev Invitrogen ett publikt aktiebolag.
År 2008 förvärvade Invitrogen Applied Biosystems för 6,7 miljarder amerikanska dollar. De två företagen blev Life Technologies.